# Agnieszka Mandat
Agnieszka Mandat (nacida el 29 de mayo de 1953) es una actriz polaca. Sus créditos cinematográficos incluyen Pokot y Zwerbowana milosc. Sus créditos televisivos incluyen The Crown and the Kings y Nad rozlewiskiem....

## Carrera
En 1976 se graduó en la Escuela Superior Estatal de Teatro de Cracovia. Ese mismo año debutó en el escenario del Teatro Stary de Cracovia en la obra Friends, dirigida por Jerzy Jarocki.
Desde el 27 de octubre de 1978 actúa en el Television Theatre. Su debut televisivo fue el papel de la hija en la obra Pelikan del director Feliks Falk. En 2010, por su papel en la obra Russian Jam, recibió un premio de interpretación en el Festival del Teatro de Radio Polaco y en el Teatro de Televisión Polaco "Dwa Teatry". En 2014 renunció a su trabajo en el Teatro Stary.
Actuó en más de cuarenta películas y series. Obtuvo popularidad a nivel nacional en Polonia gracias a la serie Dom nad rozlewiskiem y sus secuelas (2009-2014). En 2017, por su papel en Pokot de Agnieszka Holland, recibió una Mención de Honor en el Festival de Cine y Teatro de Zielona Góra y una nominación a los Premios del Cine Polaco "Eagles".